# Corb marí de l'Índia
El corb marí de l'Índia (Phalacrocorax fuscicollis) és una espècie d'ocell de la família dels falacrocoràcids (Phalacrocoracidae).

## Hàbitat i distribució
No és habitual al mar, habitant en aiguamolls, llacs, rius i pantans al Pakistan, l'Índia, Sri Lanka, sud de Myanmar, centre i sud-est de Tailàndia, Cambodja i sud del Vietnam.